# Sélection conservatrice

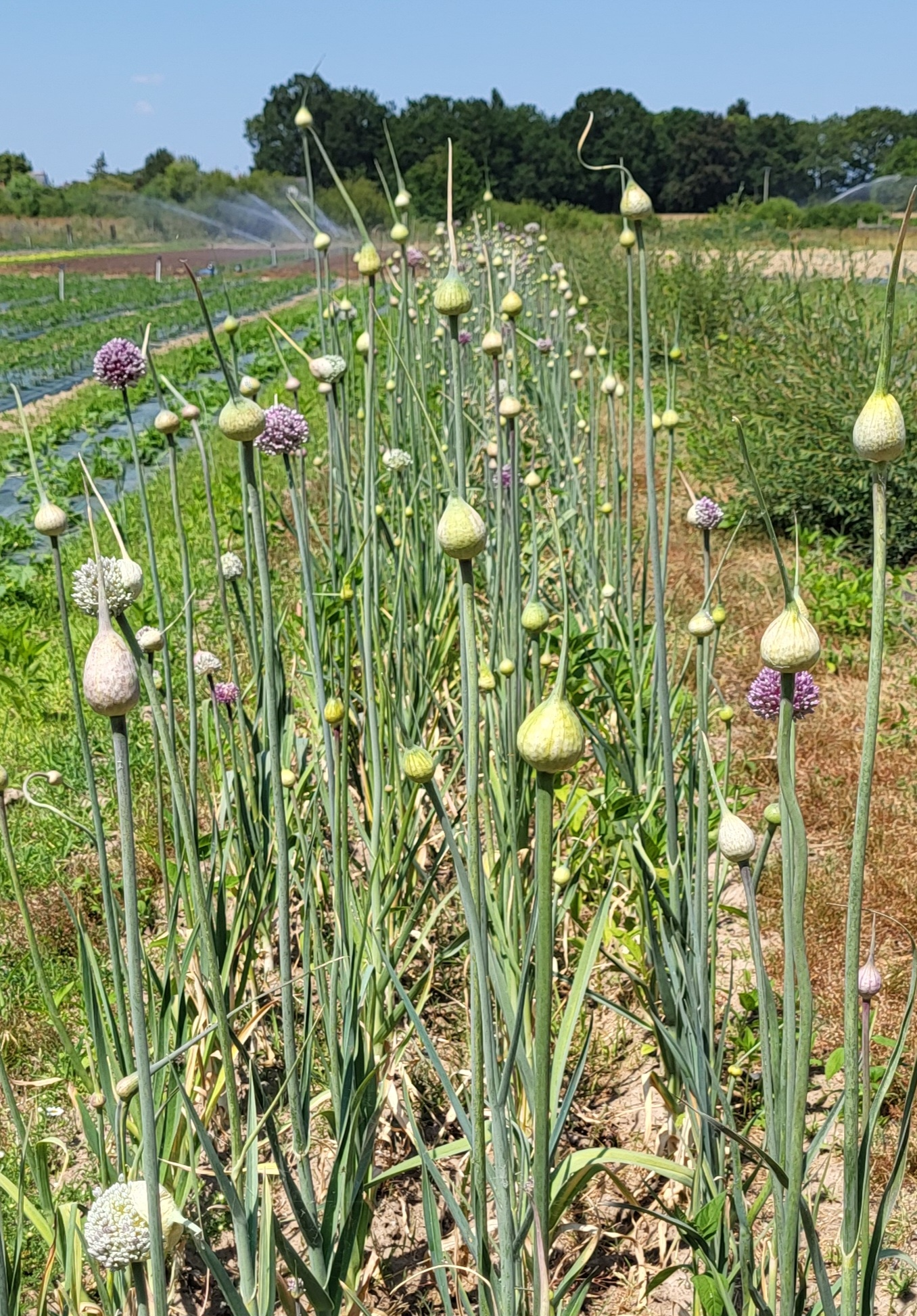
Sélection conservatrice "in situ" d'une variété dAllium en plein champ.

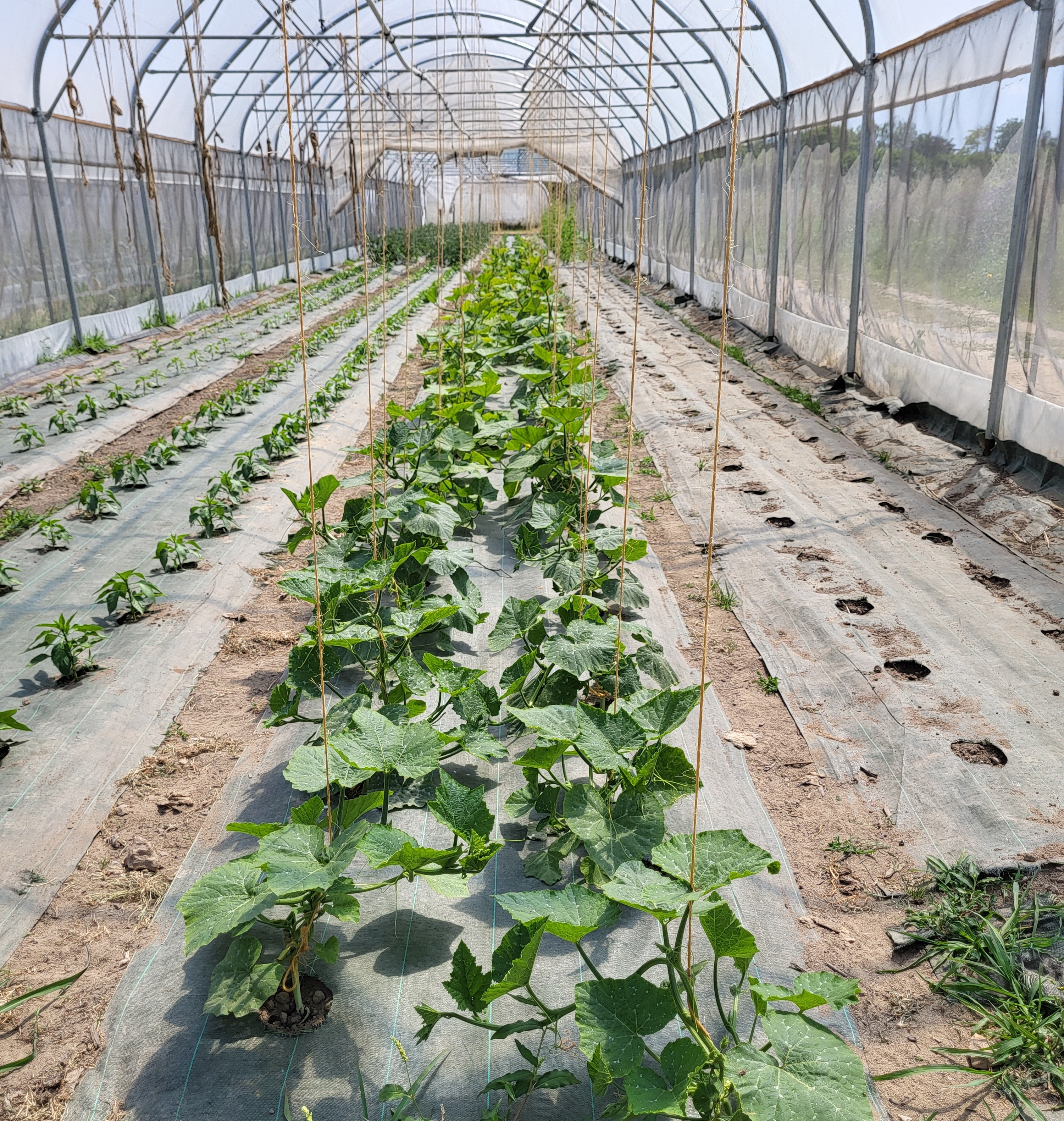
Sélection conservatrice in situ d'une variété de cucurbitacée sous abri.

La sélection conservatrice est la méthode utilisée pour reproduire  les variétés végétales sélectionnées en leur conservant l'ensemble de leurs caractéristiques à l'identique lors de chaque multiplication.

## Description
La sélection conservatrice est la multiplication réalisée par les mainteneurs et les multiplicateurs des variétés déjà sélectionnées (cultivar) pour produire les semences de base (ou semences mères) qui pourront servir à produire les semences qui seront commercialisées auprès des utilisateurs,. Elle a pour objectif de maintenir une variété d'une espèce végétale telle qu’elle a été décrite lors de son inscription au catalogue officiel.  Elle consiste en particulier à prendre des précautions d'isolement et à supprimer les « hors types ».
Dans le cas d'une variété non inscrite, il s'agit de la maintenir conforme à la description la plus fiable dont on dispose (description détaillée faite par un sélectionneur, ouvrage ancien, catalogue de graines, dessin, photo, témoignage) ou à la description que l'on en fera soi-même si la variété n'a pas été décrite et/ou que l'on ne dispose d'aucune description.
Le maintien d'une variété nécessite de conserver à l'identique toutes les caractéristiques des plantes au cours de chaque cycle de productions de la variété, de récolter ainsi de nouvelles semences de base et de les conserver dans de bonnes conditions sur une longue période. Cette conservation peut être effectuée soit :
- ex situ ce qui présente l’avantage de pouvoir regrouper un grand nombre d’échantillons, mais les variétés doivent toutefois être replantées régulièrement pour renouveler et conserver au mieux les semences[4].
- in situ ce qui permet d’assurer la maintenance, mais il faut alors disposer d’une population suffisante et prendre différentes précautions[5],[6],[4].

Les méthodes de conservation in situ diffèrent selon les modes de reproduction des différentes espèces et variétés : espèces autogames, espèces à reproduction végétative, espèces allogames dont les variétés synthétiques, cas des variétés hybrides F1…
Pour les espèces à reproduction végétative (arbres fruitiers, pommes de terre, fraisiers…) la sélection conservatrice est principalement une sélection sanitaire ; toutes les plantes atteintes par des virus, des champignons ou des parasites doivent être éliminées. Des techniques de régénération à partir de cellules de la plante peuvent être mises en œuvre.
Du fait de ce nombre minimum de porte-graines à multiplier à chaque génération, la sélection conservatrice de certaines espèces par les jardiniers est pratiquement irréalisable par manque de temps et de surface pour cultiver un nombre suffisant de plantes de la variété à conserver à chaque génération.
Pour les plantes autogames, plus homogènes, un nombre plus restreint de porte-graines (15 à 30 porte-graines peuvent être suffisants).

## Précautions
Naturellement, les variétés évoluent sous l’influence de l’environnement, des conditions de culture, de la sélection naturelle et aussi sous l'influence plus ou moins consciente du mainteneur de cette variété. En effet, ce dernier a souvent tendance à choisir les plantes les plus précoces, les plus grandes ou les plus belles…
Dans des conditions pédoclimatiques particulières telles que les zones sèches, la haute montagne, la proximité immédiate de la mer, sauf s'il s'agit de variétés adaptées à ces conditions-là, la sélection naturelle va défavoriser les variétés moins adaptées à ces conditions. Il est donc important de se placer dans des conditions moyennes de sol, de climat pour réaliser la culture de porte-graines.
Dans le cas d'une variété rare, il est important que sa conservation soit assurée au moins en deux lieux différents. Il faut aussi stocker les semences d'une telle variété dans plusieurs lieux. Et il faut prévoir de renouveler les semences avant que le taux de germination ne soit trop bas.
La sélection est d'autant meilleure que l'on ne retient qu'un nombre limité de plantes parmi un grand nombre. 
Pour les variétés population allogames, il est généralement utile de choisir un nombre important de plantes porte graines pour conserver toute la diversité génétique de la population. Ce nombre devra être d'autant plus élevé que la population sera moins homogène.

### Isolements
Les isolements des parcelles de production de semences sont particulièrement nécessaires pour les cultures des variétés d'espèces allogames que l'on doit protéger, pendant la floraison, de tout pollen étranger provenant de plantes sauvages de la même espèce, de plantes cultivées d'autres variétés, de repousses d’autres variétés sur la parcelle ou sur des parcelles voisines (y compris les cours, jardins, tas de compost, etc.).
Si l’on ne peut réaliser des distances d’isolement suffisantes ou si l’on veut maintenir plusieurs variétés sur la même parcelle, il est possible de protéger chaque culture par des filets insect-proof (contre les insectes).
On peut aussi compter sur le décalage dans le temps des périodes de floraison des deux variétés. C'est le cas par exemple des carottes sauvages (annuelles) à proximité de carottes cultivées (bisannuelles) qui commencent à fleurir les premières. Cela permet, en ne récoltant que les ombelles primaires, de conserver la pureté variétale pour produire les semences de base.

### Hors type
Une plante est déclarée hors type quand le nombre de plantes différentes de la variété inscrite est supérieur à :
- autour de 3 % pour les lignées pures et les hybrides d'espèces autogames
- 6 % pour les variétés populations et hybrides d'espèces allogames
- 10 % pour les variétés de conservation

## Sélection conservatrice des espèces autogames
Les variétés des espèces autogames ou à dominante autogame sont stables dans le temps, mais l'autogamie stricte est rare. Les plantes autogames strictes sont dites cléistogames si leur taux d'allogamie est inférieur à 1 ou 2 %.
La sélection conservatrice des espèces autogames est relativement facile. Les variétés sont généralement des lignées pures. Les variétés peuvent se modifier très lentement sous l'effet :
- soit des mutations, ce qui est assez rare. Ces plantes mutées disparaissent souvent. Elles sont parfois repérables et donc faciles à éliminer par épuration manuelles avant la floraison.
- soit de croisements indésirables. Il est important d'éviter de cultiver côte à côte plusieurs variétés différentes, surtout s'il s'agit de multiplier un petit nombre de plantes.
- soit de mélanges accidentels dus à la présences de graines fortuites au moment du semis, à des repousses sur la même parcelle au cours de la culture des porte-graines, à des graines fortuites dans la moissonneuse lors de la récolte ou dans les récipients de stockage lors du séchage ; du triage ou du stockages

Les principales espèces potagères autogames sont surtout des plantes annuelles, à l'exception de la mâche.
Ce sont l'aubergine, le poivron, la tomate, les haricots nains et à rames, le pois potager…

## Sélection conservatrice des espèces allogames
Les variétés des espèces allogames sont généralement plus diverses. La sélection conservatrice doit parvenir à les rendre et les maintenir aussi homogènes que possible.
Pour les espèces légumières allogames souvent bisannuelles telles que la carotte, la betterave, le chou, l’oignon, la laitue… l’organe recherché et consommé (racine de la carotte, pomme du chou ou de la laitue…) se forme avant la floraison et donc avant la pollinisation. Il est donc possible de sélectionner assez tôt pour que seuls les sujets conformes au type de la variété, fleurissent ensemble. Par contre, les risques de pollinisation indésirable sont beaucoup plus élevés avec les cucurbitacées qui sont annuelles et cultivées pour leurs fruits.
Des distances d’isolement minimum entre la variété à conserver et d’autres variétés ou des plantes sauvages de la même espèces susceptibles de fleurir au même moment doivent être respectées. Ces distances d’isolement sont par exemple :
- de 500 m à 1 km ou plus pour les chicorées, les choux…
- de 1 jusqu'à 5 km pour les carottes selon les types variétaux
- de 2 km ou plus pour les espèces anémophiles telles que les betteraves, les épinards, les poirées

En France, une organisation spéciale de gestion de la localisation précise des productions de semences assistée par cartographie informatisée permet d'optimiser la qualité des semences.
Chez les espèces allogames dont l'organe est le fruit, la sélection doit aussi être effectuée lorsque la floraison puis la fécondation ont déjà eu lieu. Les plantes « hors type » (non conformes) qui doivent être éliminées parce que leurs fruits présentent des différences ont déjà participé à la fécondation des plantes voisines. Il est donc important de repérer certains indices qui peuvent permettre d'éliminer ces plantes indésirables avant qu'elles ne fleurissent.
Dans le cas des variétés populations dites synthétiques telles que les graminées fourragères et à gazon (ray grass, fétuques…) et les légumineuses à petites graines (luzernes, trèfles…) le nombre de multiplication pour la production de semence est défini précisément est constitue une caractéristique de la variété.

### Sélection sur les graines

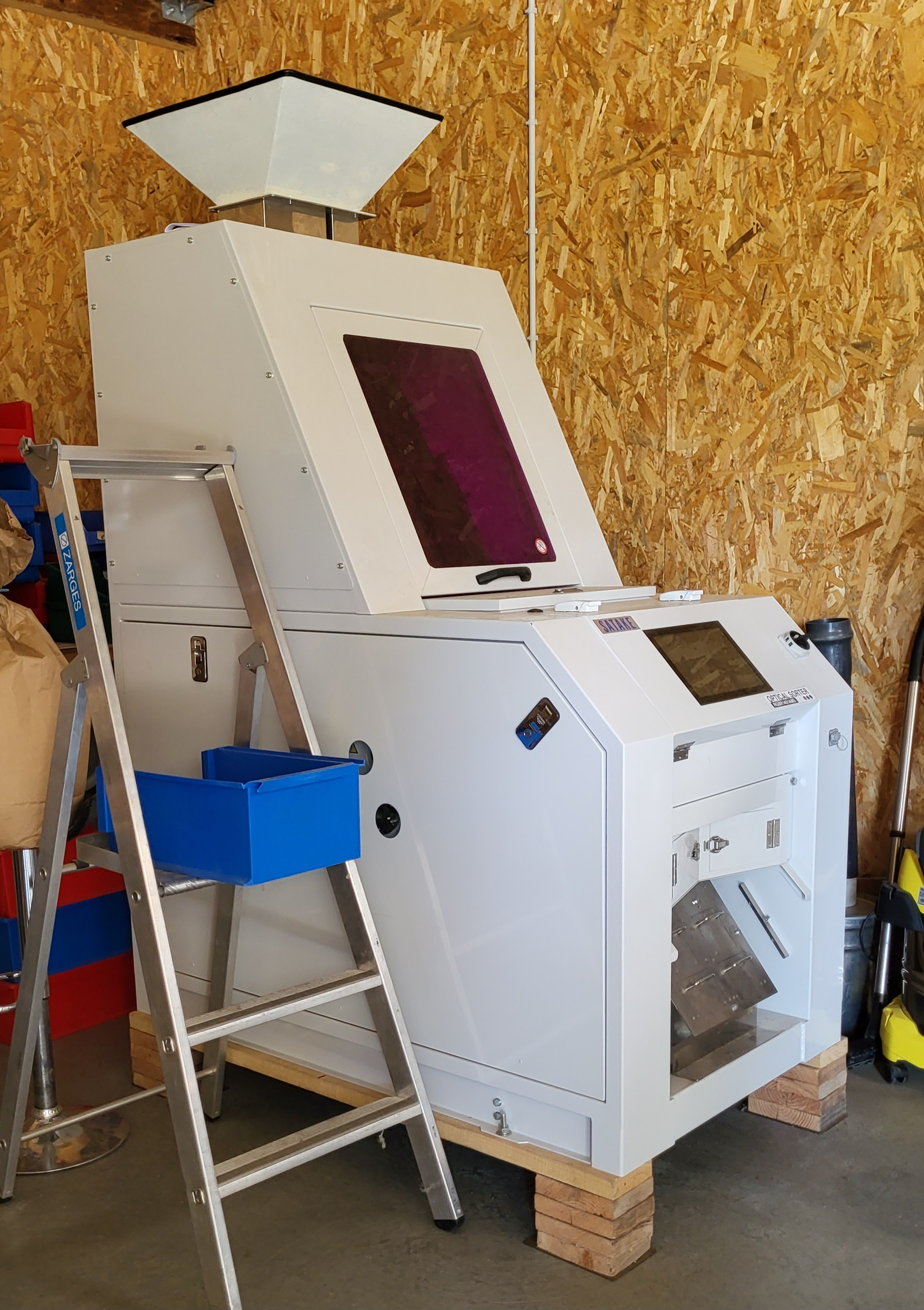
Trieur optique permettant l'élimination de graines de couleur et/ou de forme légèrement différentes.

Les semences doivent être contrôlées avant le semis. Les graines d'adventices, les graines trop petites, les graines ternes ou déformées, les graines qui semblent malades ou abimées par des insectes doivent être éliminées.
Généralement les graines les plus grosses sont meilleures car elles ont été bien alimentées par la plante mère. Elles auront une meilleure vigueur germinative et bénéficieront de davantage de réserves pour attendre des conditions plus favorables. Mais lors de la sélection ne retenir que les graines les plus grosses doit être proscrit. En effet, ces grosses graines peuvent provenir de plantes qui ont poussé isolées, ou sur un endroit plus riche ou, issues de plantes mal fécondées qui ont produit peu de graines. Dans le cas des allogames, il y a en outre plus de risques que ces plantes mal fécondées l'aient été par du pollen étranger.

### Conservation

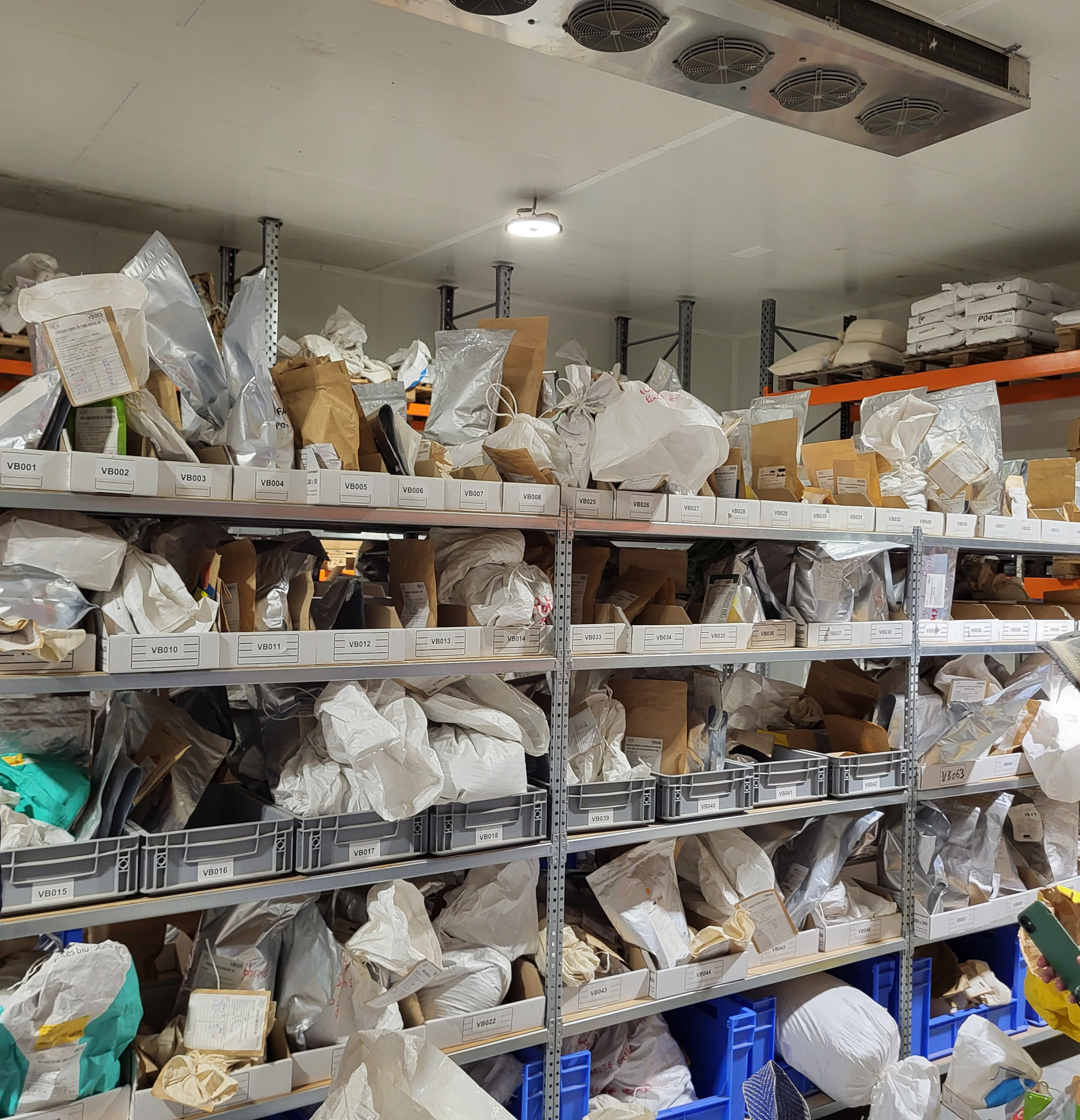
Stockage de diverses variétés de semences en chambre froide.

Pour conserver les semences sur une longue période, elles doivent être parfaitement sèches et mises au froid. Le maintien des propriétés germinatives dans le temps évolue de manière inverse de la température et de l'humidité. La déshyratation est également favorable à la conservation. Dans la pratique, le plus simple et le plus efficace est de stocker les semences de base dans un congélateur, en boites étanches, à –18 °C*.

## Réglementation
Pour pouvoir être commercialisées en Europe, les semences doivent être inscrites au Catalogue européen des espèces et variétés,,. Pour cela elles les semences doivent subir une épreuve de DHS, c'est-à-dire que les plantes dont elles sont le support doivent être:
- D : Distinctes. La distinction correspond à une « carte d'identité » de la variété. Celle-ci doit pouvoir être distinguée par un ou plusieurs caractères des variétés inscrites au Catalogue officiel.
- H : Homogènes. L'homogénéité signifie que la variété est composée de plantes semblables pour les caractéristiques d'identification retenues.
- S : Stables. La stabilité est l'assurance que la variété conservera les qualités qu'on lui prête au cours des générations successives. Les semences commercialisées chaque année doivent produire des plantes identiques en tout point à celles qui ont été inscrites au Catalogue officiel.

La sélection conservatrice est, de ce fait, indispensable pour produire des semences conformes à la réglementation.
Depuis 2010, une tolérance particulière est acceptée pour les variétés de conservation et pour les semences des variétés potagères sans valeur intrinsèque (SVI) destinées à être commercialisées en petits emballages auprès des jardiniers amateurs.